# Alvesta (commune)
Pour la localité, voir Alvesta.
La commune d'Alvesta est une commune suédoise du comté de Kronoberg. 18 965 personnes y vivent. Son siège se situe à Alvesta.

## Localités
- Alvesta
- Benestad
- Grimslöv
- Grimslövs by
- Gustafsbergs gård
- Hjortsberga
- Härlöv
- Jutagården
- Lekaryd
- Lidnäs
- Lönashult
- Moheda
- Torne
- Torpsbruk
- Vislanda